# 南部沿岸戦線 (南北戦争)
南北戦争の南部沿岸戦線（なんぶえんがんせんせん、英: Lower Seaboard Theater of the American Civil War）は、アメリカ合衆国の南東部海岸地域（サウスカロライナ州、フロリダ州、アラバマ州、ミシシッピ州、ルイジアナ州およびテキサス州）、およびミシシッピ川の南部（ルイジアナ州ポートハドソンから南）で起こった主要な陸軍と海軍の軍事作戦行動である。
内陸部での作戦行動は、ミシシッピ川の東で起こったものを西部戦線に、ミシシッピ川の西で起こったものをミシシッピ川流域戦線に含める。ウィリアム・シャーマンの海への進軍の到達点として起こったジョージア州海岸での作戦行動は西部戦線に含まれている。
アメリカ合衆国国立公園局によって作られた作戦の分類では、これらの戦闘を低地海岸戦線と湾（メキシコ湾）接近作戦行動と呼んでいるが、本稿で用いられるものよりもよりきめ細かなものになっている。国立公園局の小さな方面作戦は省略し、幾つかは纏めて大きな括りにした。この戦線での国立公園局分類のうち31の戦闘のみを詳述する。1861年のポートロイヤル遠征が加えられているが、これは国立公園局の分類には入っていない。

## 南部沿岸戦線での主な作戦と戦闘
南部沿岸戦線の主要な舞台は、北軍による海上封鎖戦略に沿って、サウスカロライナ州チャールストンやジョージア州サバンナ、ルイジアナ州ニューオーリンズなど主要な海港を巡るものになった。これらの海港が封鎖あるいはそれに近い状態となった後では、チャールストンの場合は市そのものの占領に向けて、ニューオーリンズの場合はミシシッピ川上流に向かって川全体の支配という方向に進んだ。その合間を縫うようにフロリダ州でも比較的小規模な戦闘が続いた。

### サムター要塞の戦い

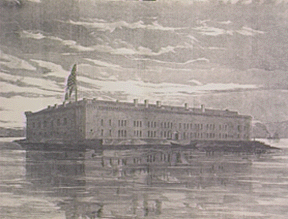
開戦前のサムター要塞

1860年アメリカ合衆国大統領選挙でエイブラハム・リンカーンが当選した後間もなく、サウスカロライナ州はアメリカ合衆国からの脱退を宣言し、その後に続いた6州とともに、1861年2月7日にアラバマ州モンゴメリーを暫定首都としてアメリカ連合国を形成した。アメリカ連合国はその領域内にあったアメリカ合衆国の砦のうち、チャールストン港に浮かぶサムター要塞を除いて4箇所を接収した。当時のジェームズ・ブキャナン大統領は抗議したが、サムター要塞に補給を試みて失敗したこと以外軍事的な行動を採らなかった。3月4日、リンカーンが大統領に就任宣誓し、脱退は「法的に無効」であるとして、合衆国の継続を呼びかけた。
4月に入って、リンカーンはサムター要塞への物資のみの補給を行うことをサウスカロライナ州知事のフランシス・W・ピケンズに通告したが、アメリカ連合国政府は要塞の降伏を要求することに決めた。4月12日朝に要塞に対する砲撃が開始され、4月13日午後、要塞の守備隊長ロバート・アンダーソン少佐は砦の降伏を飲んだ（サムター要塞の戦い）。かくして南北戦争が始まった。

### メキシコ湾封鎖戦隊の作戦
フロリダ州のアラバマ州境寄りにあるサンタローザ島には、1861年秋に北軍の守備隊が入ったピケンズ砦があり、南軍は10月9日に砦の奪取を目指した。南軍の急襲で一度は守備隊を破ったが、北軍に援軍が到着して、南軍は本土に戻った（サンタローザ島の戦い）。

### ポートロイヤル湾遠征
南大西洋封鎖戦隊にとってチャールストンとサバンナの港を封鎖することが主要目標となり、そのためには燃料を補給したり艦船の修繕ができる拠点が必要となった。そこで攻略目標とされたのが、チャールストンとサバンナの中間、サウスカロライナ州海岸にあるポートロイヤル湾だった。この湾の入り口の両側は南軍のウォーカー砦とボーリガード砦が守っていた。北軍サミュエル・F・デュポン海軍将官は、それまでのアメリカ海軍としては最大となる77隻の艦船を率いて1861年11月3日ポートロイヤル湾に至り、11月7日に砦に対する砲撃を開始した。その日の午後にウォーカー砦が陥落し、続いてボーリガード砦も落ちた（ポートロイヤルの戦い）。北軍戦隊は補給基地を確保できたが、そこから陸路チャールストンとサバンナに向けて侵攻する作戦は遅々として進まなかった。

### プラスキ砦に対する作戦

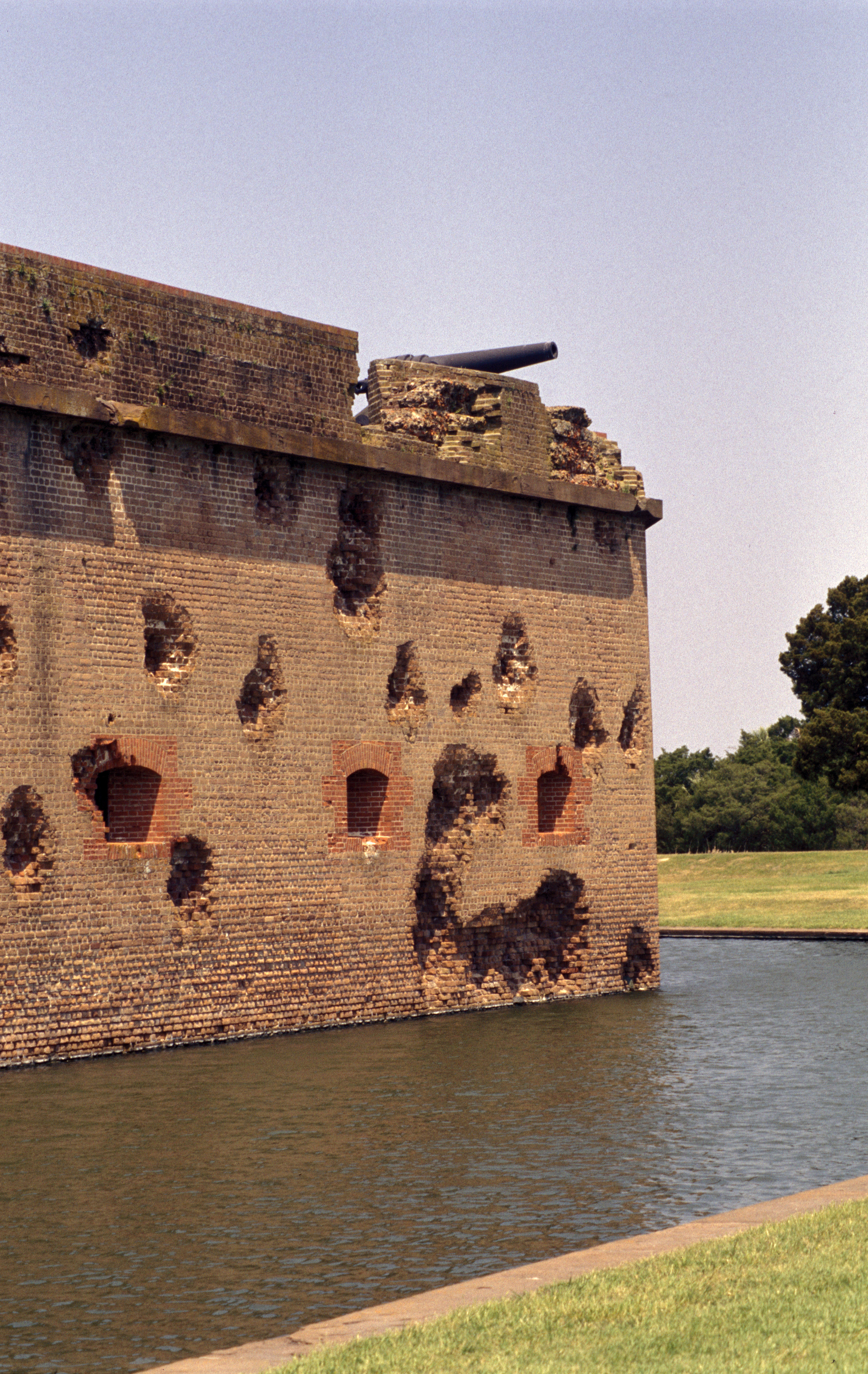
砲撃の傷跡が残るプラスキ砦

ポートロイヤルの後では、北軍の目標はサバンナ港から大西洋への出口にあるプラスキ砦に向けられた。そこはアメリカ軍の砦だったが、ジョージア州が脱退した後で南軍が占領していた。北軍はまず大西洋に突き出たタイビー島を11月10日に占領し、そこから砦に向けた砲撃を行う準備のために5ヶ月を要した。1862年4月10日、プラスキ砦に対する砲撃が始まり、南軍の大砲をほとんど沈黙させた。翌11日も砲撃が続き、南軍は降伏した（プラスキ砦の戦い）。この砦の陥落でサバンナ港に向かう水路が閉鎖された。

### ニューオーリンズ占領遠征

砦の間の水路を通過する北軍戦隊

西メキシコ湾封鎖戦隊の攻撃目標は、連合国最大の都市、ルイジアナ州ニューオーリンズだった。ニューオーリンズにメキシコ湾から至るには、湾に長く突き出たミシシッピ川デルタの中にある水路を進まねばならなかったが、その過程の唯一の障害はニューオーリンズから約70マイル (110 km)下流のヘッド・オブ・パシーズにあるジャクソン砦とセントフィリップ砦という2つの石造りの砦だった。1862年4月14日までにデヴィッド・ファラガット海軍将官の率いる西メキシコ湾封鎖戦隊26隻の艦船は、デイビッド・ディクソン・ポーター海軍大佐の戦隊を加え、ベンジャミン・フランクリン・バトラーのメキシコ湾方面軍18,000名を載せてミシシッピ川に入り、ヘッド・オブ・パシーズ近くに集結した。砦に対する砲爆は4月18日に始まり、24日未明にはファラガットの指揮する17隻の艦船が砦の間の水路を通過し（3隻は戻った）、南軍戦隊と交戦してこれを破った（ジャクソン砦・セントフィリップ砦の戦い）。4月25日の正午、ファラガットはニューオーリンズ市の前に錨を下ろした。ジャクソン砦とセントフィリップ砦は孤立してしまい、絶え間なく砲艦から砲撃されて4月28日に降伏した。その後間もなくベンジャミン・バトラー少将の部隊が戦闘も無く降伏したニューオーリンズ市を占領した。この南部最大の都市の占領は南北戦争の転回点となり、国際関係でも重要な出来事となった。その後もルイジアナ州の州都バトンルージュとナチェズが北軍の手に落ちた。

### チャールストン防衛軍に対する作戦

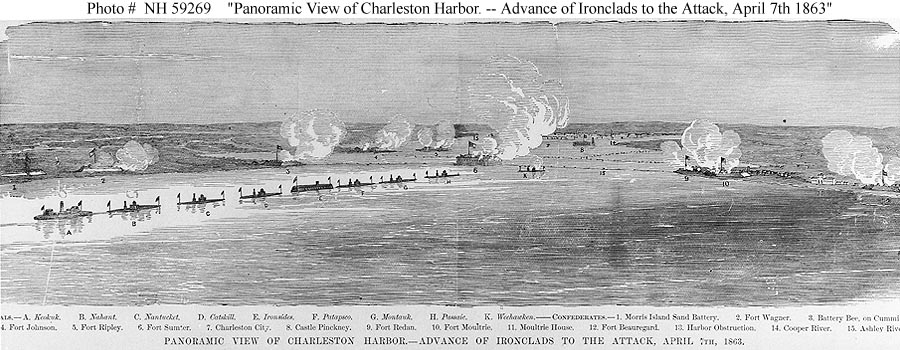
チャールストン港に戦列を組んで向かう北軍装甲艦

1862年6月になって、陸路チャールストンを脅かす動きが始められた。北軍はチャールストン港の南にあるジェイムズ島を占領しようとして6,500名の部隊を上陸させた。6月16日、南軍は勢力で北軍の3分の1に過ぎなかったが、セセッションビルのラムナー砦で北軍の攻撃を撃退した（ジェイムズ島の戦い）。その後北軍はチャールストン市を包囲し、6月21日に市内に補給物資を運び入れている鉄道を妨害するために動いた1個連隊が南軍の1個連隊の宿営地を急襲して壊走させた（シモンズブラフの戦い）。
北軍は南軍への貿易製品、物資および武器の出入りを妨害することを目論んで、大西洋とメキシコ湾の連合国海岸の封鎖を行ったが、チャールストン港の奪取までには結びつかなかった。1863年4月、北軍は海陸協働でチャールストン港の占領を目指したが、4月7日に起こった第一次チャールストン港の戦いでは、北軍の鉄被覆艦1隻が沈められただけで撤退した。

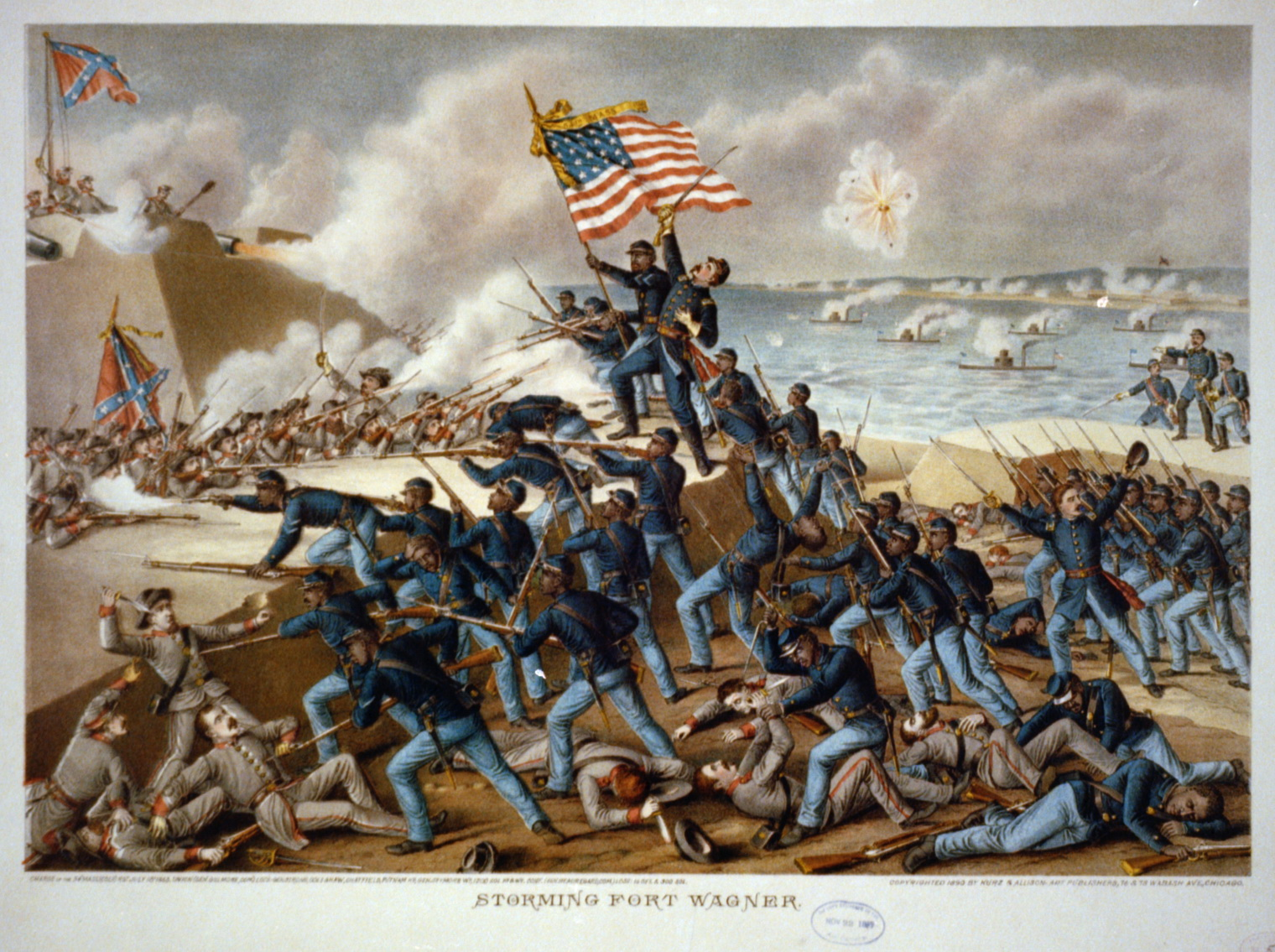
ワグナー砦を攻撃する北軍黒人兵

1863年7月10日、北軍はチャールストン港口に浮かぶモリス島のワグナー砦に攻撃を始めたが撃退された（第一次ワグナー砦の戦い）。7月16日、ワグナー砦への攻撃から南軍の目を逸らすために、北軍は再びジェイムズ島に上陸して、グリムボールズランディングの戦いを起こしたが、決着は付かなかった。7月18日、北軍は再度ワグナー砦への攻撃を始め、アフリカ系アメリカ人からなる第54マサチューセッツ連隊が先鋒を務めて激しい白兵線にまで持ち込んだが最後は撃退された。北軍は参戦した5,000名のうち1,515名の損失を出すという高い損失率になった（第二次ワグナー砦の戦い）。
北軍は2度も撃退されたワグナー砦の包囲を始め（第二次チャールストン港の戦い）、8月17日からはこの島からサムター要塞やチャールストン市内への砲撃を行ってかなりの損傷を与えた。最終的に9月7日、北軍はワグナー砦を占領し、9月9日にはサムター要塞への上陸を試みたが撃退された（第二次サムター要塞の戦い）。サムター要塞やチャールストン市は南軍の支配のままに残った。

### タンパに対する作戦
北軍の海上封鎖の下に置かれたフロリダ州のメキシコ湾岸では、1862年6月30日に1隻の北軍砲艦がタンパ湾に入り、艦砲を町に向けて降伏を強要した。町を守っていた南軍の砲兵中隊はこれを拒絶し、散発的な艦砲射撃がその夕刻から翌日昼過ぎまで続き、北軍砲艦は撤退した（タンパの戦い）。

### バトンルージュに対する作戦

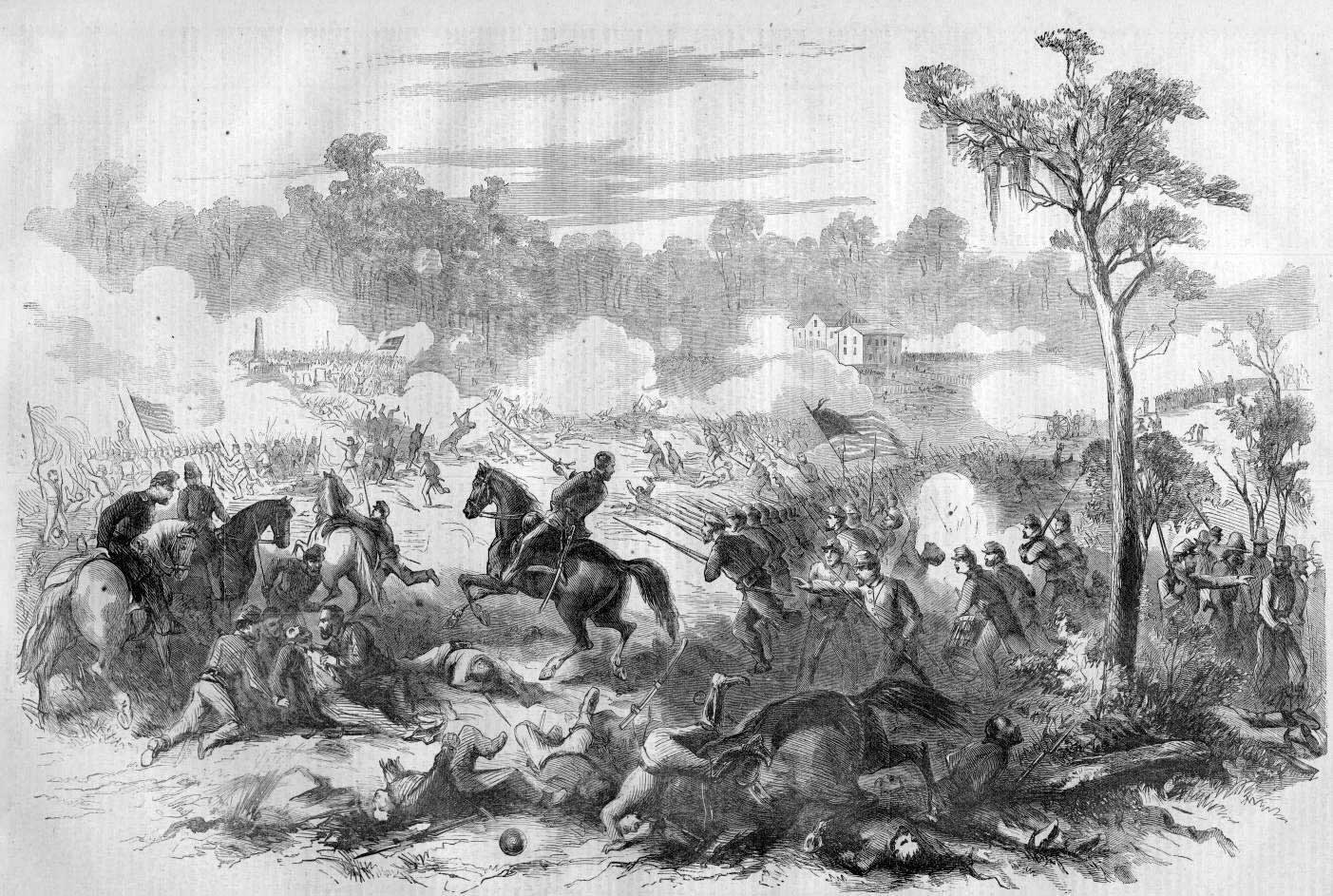
バトンルージュの戦い

1862年5月に北軍の砲艦がニューオーリンズからミシシッピ川を遡りルイジアナ州の州都バトンルージュに達してそこを占領した。北軍は5月29日までに援軍を送りその占領を確実にした。南軍のミシシッピ川東岸の軍隊を指揮していたアール・ヴァン・ドーン少将はバトンルージュを再奪取すれば、ニューオーリンズの回復も可能になると考え、ジョン・ブレッキンリッジ少将が指揮する部隊に川の戦隊を付けてバトンルージュ攻略に向かわせた。8月5日、バトンルージュの戦いが始まり、南軍は一旦北軍を押し込んだが、北軍は川の砲艦が支援できる所まで退いて持ち堪えた。南軍の戦隊はうまく陸の部隊を支援できなかった。
その直後の8月9日、ファラガット提督の戦隊がルイジアナ州ドナルドソンヴィルの町を襲撃した。この町からはミシシッピ川を航行する北部の蒸気船に大砲が撃ち掛けられたことがあり、その報復のためだった。ファラガットは町の前に砲艦を泊めて砲撃し、その後上陸部隊が北軍に対してゲリラ戦を行っている部隊の指導者宅など幾つかの建物に火をつけた。その後は蒸気船に対する砲撃が無くなった（第一次ドナルドソンビルの戦い）。

### セントジョンズブラフへの遠征
フロリダ州北部ジャクソンビル近くのセントジョンズ川には、北軍の艦船が川を航行するのを妨げるために南軍がセントジョンズブラフに砲台を築いていた。北軍はジャクソンビルを占領し、その一帯の支配を確保するために砲台を落としておく必要性があった。1862年10月1日、北軍の海陸協働部隊で砲台への接近を開始し、南軍は2日の夜に砲台を放棄した（セントジョンズブラフの戦い）。

### ラフォーシュ地区の作戦
メキシコ湾方面軍のバトラー将軍はバイユー・ラフォーシュ地区の南軍勢力を排除するために遠征軍を組織した。1862年10月25日、北軍はバイユー・ラフォーシュがミシシッピ川に流れ込むドナルドソンビルに到着した。バイユーの東岸を進んだ北軍は10月27日にジョージアランディングの戦いを起こし、バイユーの両岸に分かれていた南軍を個別に排除した。北軍はこの地区の支配を確立した。

### マカリスター砦に対する攻撃
1863年3月3日、南大西洋封鎖戦隊のデュポン提督は3隻の装甲艦で、ジョージア州海岸のサバンナに近い小さな砦マカリスター砦への艦砲射撃を行った。これは土盛りの砦に艦砲がどのくらい効果があるかを試す意図もあり、砦は落ちなかった（第一次マカリスター砦の戦い）。

### 西ルイジアナの作戦
北軍ナサニエル・バンクス少将が1862年暮れにメキシコ湾方面軍を任され、ユリシーズ・グラント少将がミシシッピ川の上流にあるビックスバーグを攻めるのに連動して、その下流のルイジアナ州ポートハドソン攻撃を命じられた。ニューオーリンズを発ったバンクス軍を遮ったのは南軍のリチャード・テイラー少将が指揮する小規模な西ルイジアナ軍だった。1863年4月12日、ビスランド砦に篭った南軍と北軍が交戦を始め、戦いは翌日暗くなるまで続いた。テイラーは北軍の別働隊が背後から迫っていることを感知し、砦を放棄して撤退した（ビスランド砦の戦い）。
翌4月14日、テイラーの軍は北軍の別働隊と遭遇して、アイリッシュベンドの戦いが始まった。テイラーは砲艦の援護も得たが、勢力で劣ったままだったので会戦を避けて撤退した。
さらに3日後の4月17日、テイラーはバンクス軍の侵攻を遅らせるためにバーミリオン・バイユーに架かる橋を焼いた。バンクス軍が橋まで辿り着くと砲撃戦が開始された。その夜、テイラーは再度その軍を退いた（バーミリオン・バイユーの戦い）。バンクス軍は最初の目的地アレキサンドリアを経て、最終目的地であるポートハドソンへの進軍を続けた。

### ポートハドソン包囲戦

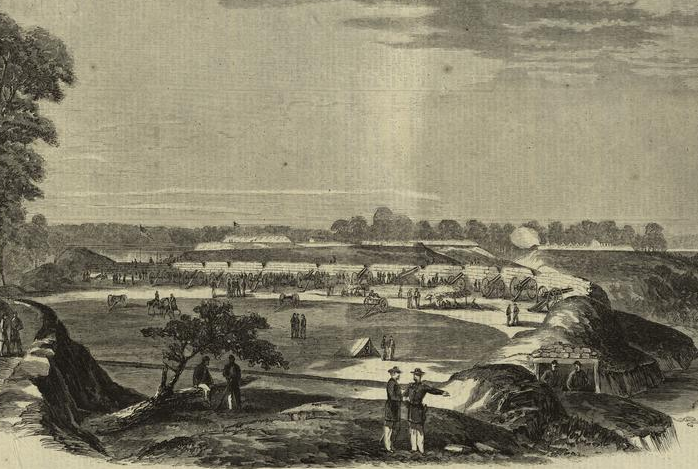
ポートハドソンの包囲陣

ポートハドソンに迫ったバンクス軍の先遣師団が、1863年5月21日、イースト・バトンルージュ郡のプレインズストアで南軍の少数部隊と遭遇して戦闘を始めた。ポートハドソンを出た南軍部隊も駆けつけて善戦したが、結局は撃退された。この結果ポートハドソンからの最後の撤退路が閉ざされた（プレインズストアの戦い）。
バンクス軍は5月23日までに3万ないし4万名まで勢力が膨れ、ポートハドソンを取り囲んだ。ポートハドソン守備隊はフランクリン・ガードナー少将が指揮する約7,500名の部隊だった。バンクスは早くこの要塞を片付けてグラントの応援に向かいたいと考え、ガードナーはできる限りその防衛を引き伸ばして、バンクス軍を動かないようにしておくことを望んだ。5月27日の朝、バンクス軍は要塞に対する最初の攻撃を仕掛けたが、大きな損失を出して撃退された。バンクスは包囲戦を布いた後に、6月14日に再度攻撃を掛けたが、この時も損失を出して撃退された。7月に入ると要塞の中の物資も尽きてきて戦い続けることが難しくなってきたときに、7月4日のビックスバーグ陥落の報せが届いた。7月9日、48日間に及んだ包囲戦の後、南軍守備隊は降伏した。北軍はこの戦いで5,000名近い損失を出したが、さらに病気で5,000名が倒れた。南軍の戦闘による損失は750名、病死250名を数えたが、残っていた6,500名が捕虜になった。北軍はこの大きな損失の上に、ミシシッピ川全域の支配を成し遂げた（ポートハドソンの包囲戦）。

### テイラーの西ルイジアナ作戦
ポートハドソンの包囲戦が行われていた1863年6月、南軍のテイラー少将は北軍の供給線を脅かし、ポートハドソンを包囲しているバンクス軍を撤退に追い込もうと考えた。テイラーが派遣した遠征隊は途中で北軍の部隊、船舶およびプランテーションを襲った。ニューオーリンズで留守を守っていた北軍から南軍の襲撃を止めさせるための部隊が派遣され、6月20日、ラフォーシュ郡のラフォーシュクロッシングで両軍が会して小競り合いとなった。戦いは翌21日の夜まで続いたが、最後は南軍が撤退した（ラフォーシュクロッシングの戦い）。
南軍は北軍が支配するドナルドソンヴィルの再奪取に向かった。そこには北軍がバトラー砦を建設していた。6月27日の真夜中から南軍による砦攻撃が始まり、砦の前の大きな溝で南軍の進撃が止まったあとで、北軍の砲艦が駆けつけ援護射撃をした。南軍は何度か攻略を試みたが、損失を出し、最後は撤退した（第二次ドナルドソンビルの戦い）。
ポートハドソンの守備隊が降伏した後の7月11日、北軍はドナルドソンヴィルに2個師団を送って内陸部も抑えようとした。7月13日にコックのプランテーションに到着したところで、南軍と出逢い押し戻された。北軍は小規模な南軍部隊に破れ、ドナルドソンヴィルまで退却した（コック・プランテーションの戦い）。
9月に入って、バンクス将軍はルイジアナからテキサス州への侵攻を考えた。これを援助するためにグラント将軍が送った師団の分遣隊がアチャファラヤ川沿岸で、7月29日に南軍と遭遇した。南軍の騎兵隊が立ち回って北軍を破り、多くを捕虜にした（スターリング・プランテーションの戦い）。

### ヒルズバラ川遠征
1863年10月26日、北軍海軍の2隻の艦船がフロリダ州タンパ近くヒルズバラ川岸に立つブルック砦を砲撃した。これは陽動攻撃であり、北軍の陸軍がタンパのバラスとポイントから上陸して、南部の封鎖突破船2隻を捕獲し、1隻を自沈に追い込んだ。南軍の反撃で北軍の陸戦隊は幾らかの損失を出した（ブルック砦の戦い）。

### フロリダ遠征

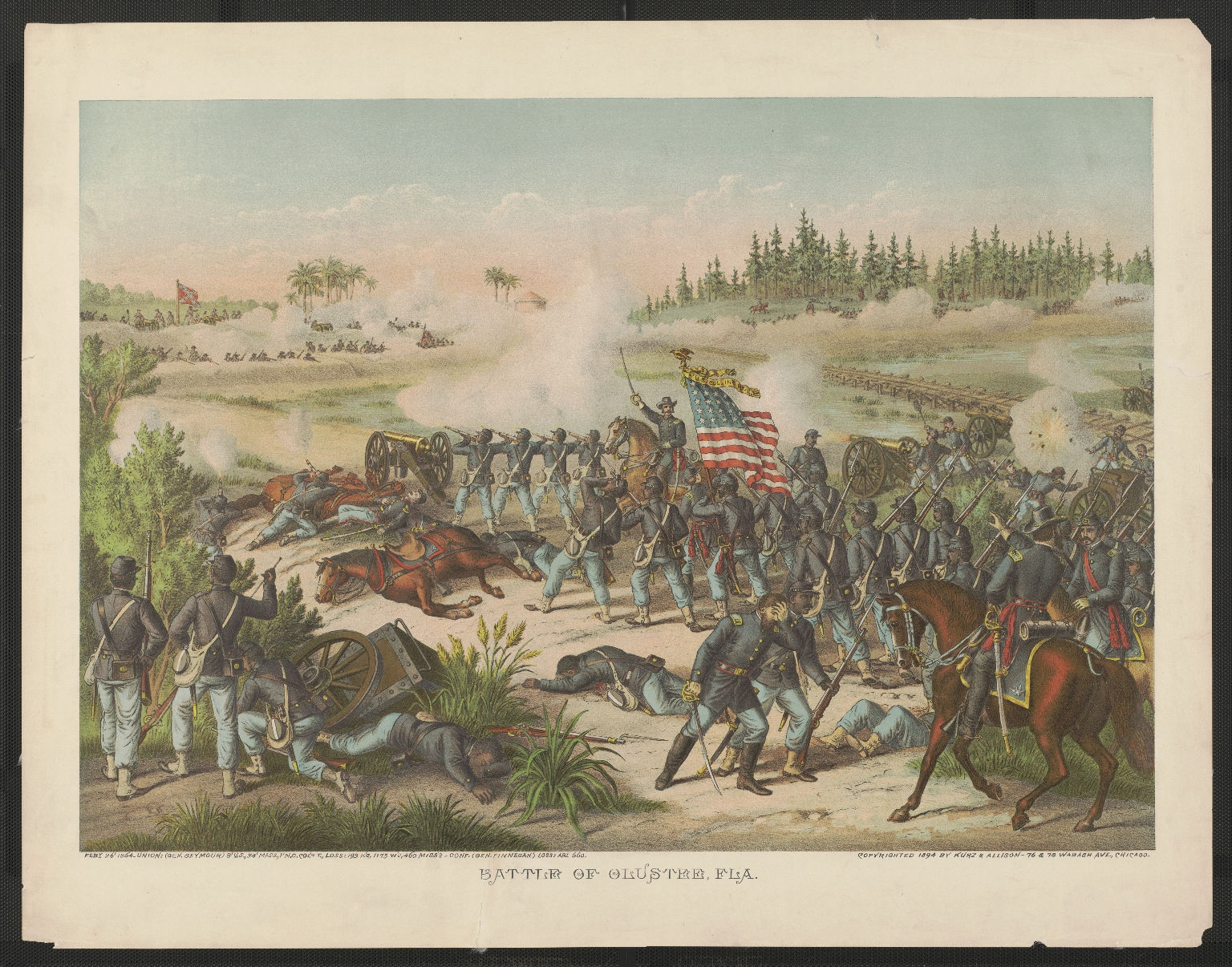
オラスティーの戦い

北軍の南部方面軍は既に1862年から支配下においていたフロリダ州ジャクソンビルを拠点にして、フロリダ州北部を襲撃し幾つかの成果を挙げていた。1864年2月20日、北軍がフロリダ・アトランティック・アンド・ガルフ鉄道に沿ってレイクシティに向かっている時に、オラスティー駅近くで南軍と遭遇し、フロリダ州では最大の戦闘となったオラスティの戦いが始まった。北軍は損失率40%という南北戦争の戦闘の中でも最大級の損失率を出して撃退され、ジャクソンビルに引き返した。
8月17日、フロリダ州北部のゲインズビルを占領していた北軍が南軍に急襲され大敗を喫した（ゲインズビルの戦い）。フロリダは地理的に戦争全体の戦局には影響しなかったので、これ以降ほとんど作戦行動は無くなった。

### セントマークス近辺の作戦
南北戦争の最終盤となった1865年3月6日、フロリダ州の州都タラハシー近くセントマークス川に架かるナチュラルブリッジで、タラハシーに向かっていた北軍が南軍小部隊の抵抗に遭い渡河を果たさなかった。南軍は近くの大学（後のフロリダ州立大学）の学生や年長者が大半の部隊だった。この結果タラハシーは占領を免れ、アメリカ連合国に加入した州の州都としては唯一占領されなかった州都となった（ナチュラルブリッジの戦い）。